# Francisco de Assis Oliveira Maciel
Francisco de Assis Oliveira Maciel (? — 30 de março de 1888) foi magistrado e político brasileiro.
Foi presidente das províncias do Ceará, de 7 de dezembro de 1872 a 11 de setembro de 1873, e de Pernambuco, de 15 de novembro de 1877 a 15 de fevereiro de 1878.
Condecorado cavaleiro da Imperial Ordem de Cristo por decreto de 6 de julho de 1866 por seus relevantes serviços em Aracati, Ceará, onde era juiz de direito, por ocasião da enchente do rio Jaguaribe, entre 16 e 23 de abril daquele ano. Também foi juiz de direito da comarca de Ipu, no Ceará
Oficial da Imperial Ordem da Rosa por decreto de 17 de julho de 1872.
Foram-lhe concedidas honras de desembargador por decreto de 23 de agosto de 1873.
Foi casado com Maria Carlota Viana Maciel, falecida em 8 de setembro de 1907, com quem não teve filhos.